# 1944 no cinema

## Principais filmes produzidos

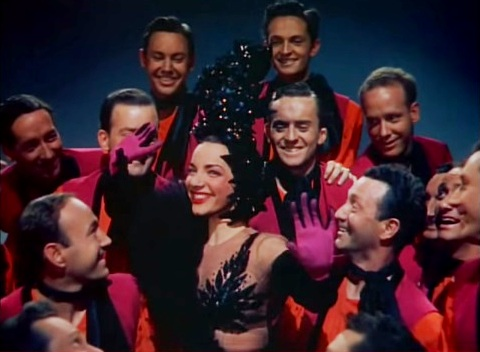
Carmen Miranda em Greenwich Village.

- An American Romance, de King Vidor
- And the Angels Sing, de George Marshall, com Dorothy Lamour e Fred MacMurray
- Arsenic and Old Lace, de Frank Capra, com Cary Grant e Priscilla Lane
- Between Two Worlds, de Edward A. Blatt, com John Garfield e Eleanor Parker
- Buffalo Bill, de William A. Wellman, com Joel McCrea, Maureen O'Hara e Linda Darnell
- Cover Girl, de Charles Vidor, com Rita Hayworth e Gene Kelly
- Days of Glory, de Jacques Tourneur, com Gregory Peck
- Double Indemnity, de Billy Wilder, com Fred MacMurray, Barbara Stanwyck e Edward G. Robinson
- Die Feuerzangenbowle de Helmut Weiss
- Gaslight, de George Cukor, com Charles Boyer, Ingrid Bergman e Joseph Cotten
- Going My Way, de Leo McCarey, com Bing Crosby
- Greenwich Village de Walter Lang, com Carmen Miranda e Don Ameche
- I bambini ci guardano, de Vittorio De Sica
- Ichiban utsukushiku, de Akira Kurosawa
- Inês de Castro, de José Leitão de Barros, com António Vilar e João Villaret
- It Happened Tomorrow, de René Clair, com Dick Powell e Linda Darnell
- Ivan Groznyy I, de Sergei Eisenstein
- Jane Eyre, de Robert Stevenson, com Joan Fontaine e Orson Welles
- Laura, de Otto Preminger, com Gene Tierney, Dana Andrews e Vincent Price
- Lifeboat, de Alfred Hitchcock, com Tallulah Bankhead
- María Candelaria, de Emilio Fernández, com Dolores del Rio e Pedro Armendáriz
- Meet Me in St. Louis, de Vincente Minnelli, com Judy Garland, Margaret O'Brien e Mary Astor
- A Menina da Rádio, de Arthur Duarte, com Maria Eugénia, António Silva, Maria Matos e Ribeirinho
- Mr. Skeffington, de Vincent Sherman, com Bette Davis e Claude Rains
- Murder, My Sweet, de Edward Dmytryk, com Dick Powell e Claire Trevor
- National Velvet, de Clarence Brown, com Mickey Rooney e Elizabeth Taylor
- Passage to Marseille, de Michael Curtiz, com Humphrey Bogart, Claude Rains e Michèle Morgan
- The Seventh Cross, de Fred Zinnemann, com Spencer Tracy, Jessica Tandy e Hume Cronyn
- Since You Went Away, de John Cromwell, com Claudette Colbert, Jennifer Jones, Joseph Cotten e Shirley Temple
- Thirty Seconds Over Tokyo, de Mervyn LeRoy, com Van Johnson e Robert Mitchum
- To Have and Have Not, de Howard Hawks, com Humphrey Bogart e Lauren Bacall
- Uncertain Glory, de Raoul Walsh, com Errol Flynn
- The Woman in the Window, de Fritz Lang, com Edward G. Robinson e Joan Bennett

## Nascimentos
| Data            | Nome                     | Profissão                                                              | Nacionalidade  | Observações | Ref |
| --------------- | ------------------------ | ---------------------------------------------------------------------- | -------------- | ----------- | --- |
| 14 de janeiro   | Zita Duarte              | atriz                                                                  | Portugal       | m. 2000     |     |
| 23 de janeiro   | Rutger Hauer             | ator                                                                   | Países Baixos  |             |     |
| 25 de janeiro   | Anita Pallenberg         | atriz e modelo                                                         | Itália         |             |     |
| 22 de fevereiro | Jonathan Demme           | cineasta                                                               | Estados Unidos |             |     |
| 23 de fevereiro | Oleg Yankovsky           | ator                                                                   | Rússia         | m. 2009     |     |
| 21 de março     | Marie-Christine Barrault | atriz                                                                  | França         |             |     |
| 5 de maio       | Jean-Pierre Léaud        | ator                                                                   | França         |             |     |
| 14 de maio      | George Lucas             | cineasta                                                               | Estados Unidos |             |     |
| 25 de maio      | Frank Oz                 | produtor, diretor e manipulador de fantoches                           | Reino Unido    |             |     |
| 29 de maio      | Helmut Berger            | ator                                                                   | Áustria        |             |     |
| 1 de junho      | Jean-Jacques Andrien     | cineasta                                                               | Bélgica        |             |     |
| 7 de junho      | Aguinaldo Silva          | dramaturgo, escritor, roteirista, jornalista, cineasta e telenovelista | Brasil         |             |     |
| 22 de junho     | Klaus Maria Brandauer    | ator e diretor                                                         | Áustria        |             |     |
| 21 de julho     | Tony Scott               | cineasta                                                               | Reino Unido    | m. 2012     |     |
| 25 de julho     | Ney Latorraca            | ator                                                                   | Brasil         |             |     |
| 31 de julho     | Geraldine Chaplin        | atriz                                                                  | Estados Unidos |             |     |
| 6 de agosto     | Irene Ravache            | atriz                                                                  | Brasil         |             |     |
| 11 de agosto    | Ian McDiarmid            | actor                                                                  | Escócia        |             |     |
| 14 de agosto    | Helena Rojo              | atriz                                                                  | México         |             |     |
| 20 de agosto    | José Wilker              | ator e diretor                                                         | Brasil         |             |     |
| 21 de agosto    | Peter Weir               | roteirista e diretor de cinema                                         | Austrália      |             |     |
| 13 de setembro  | Jacqueline Bisset        | atriz                                                                  | Reino Unido    |             |     |
| 21 de novembro  | Harold Ramis             | ator, produtor, roteirista e diretor                                   | Estados Unidos |             |     |
| 5 de dezembro   | Jeroen Krabbé            | ator e diretor                                                         | Países Baixos  |             |     |
| 21 de dezembro  | Taylor Hackford          | cineasta                                                               | Estados Unidos |             |     |
| 28 de dezembro  | Édgar Vivar              | ator e médico                                                          | México         |             |     |

## Mortes
| Data        | Nome           | Profissão | Nacionalidade  | Observações | Ref |
| ----------- | -------------- | --------- | -------------- | ----------- | --- |
| 20 de Julho | Mildred Harris | atriz     | Estados Unidos | n. 1901     |     |